# In the Dark (Purple Disco Machine & Sophie and the Giants)
In the Dark is een nummer van de Duitse DJ Purple Disco Machine en de Engelse muziekgroep Sophie and the Giants. De tekst is geschreven door Sophia Scott, die tevens de zangpartij voor haar rekening neemt.
De video speelt zich af in een nachtclub uit de tijd van de DDR en heeft de sfeer van een spionagefilm. Het verhaal zelf gaat over een verboden liefde in Oost-Berlijn. De opnames vonden plaats in Café Keese.
De plaat werd in diverse landen een grote hit. Succes kende het nummer in de Nederlandse Top 40, waar op 16 april 2022 de 3e positie werd gehaald. In de Vlaamse Ultratop 50 bereikte het nummer op 1 april een 4e positie.